# Coleophora flavicornis
Coleophora flavicornis é uma espécie de mariposa do gênero Coleophora pertencente à família Coleophoridae.